# La Thăng (nhạc sĩ)
La Thăng sinh năm 1930, quê tại Từ Liêm, Hà Nội là nhạc sĩ, nhà quản lý văn hóa Việt Nam, được tặng Giải thưởng Nhà nước về Văn học Nghệ thuật năm 2012.

## Tiểu sử và sự nghiệp
La Thăng (tên khai sinh là Nguyễn Văn Ngọ) sinh ngày 6 tháng 7 năm 1930 tại Yên Bái, quê nội tại xã Đông Ngạc, huyện Từ Liêm, Hà Nội.
Từ năm 1947, La Thăng đã tham gia Đoàn Thiếu nhi Nghệ thuật Trung ương do nhạc sĩ Lưu Hữu Phước lãnh đạo. Vừa huấn luyện, vừa biểu diễn, La Thăng bắt đầu sáng tác. Các bài hát Bé đeo ba lô, Chiều Việt Bắc và Quanh lửa hồng ra đời vào thời kỳ này.
Năm 1950, ông dạy âm nhạc tại Trường Trung học Tân Trào, Tuyên Quang. Từ năm 1951-1954, công tác ở Tỉnh đoàn Thanh niên Hà Giang, sau đó chuyển về công tác ở Đoàn Ca Múa Trung ương. Từ năm 1961-1966, theo học và tốt nghiệp đại học Sáng tác tại Nhạc viện Hà Nội.
Từ thập kỷ 50 trở đi, các sáng tác của La Thăng mới thực sự có dấu ấn với các bài hát: Ca mừng đời ta tươi đẹp, Cô gái hái chè, Kể chuyện khu du kích làng Nguyễn đánh giặc, Bài ca Núi Thúy, Tiếng hát trong hầm lò, Lên đường đánh Mỹ… câc bản hợp xướng: Phi nước đại, Hàm Luông - Dòng sông chiến thắng. 
Trong hơn 60 năm qua, La Thăng đã có một số lượng tác phẩm đáng trân trọng. Ngoài gần 200 ca khúc và hợp xướng, La Thăng còn viết nhiều thể loại âm nhạc như âm nhạc cho múa, nhạc cho điện ảnh, sân khấu và các tác phẩm nhạc không lời khác như: Tổ khúc biến tấu “Quê hương” viết cho viôlông và pianô, bản Trio “Vũ khúc nông thôn” viết cho Violon + Violoncelle và pianô, bản độc tấu pianô “Niềm hi vọng”, bản Sonate “Được mùa” viết cho Flute và pianô, tác phẩm Giao hưởng thơ (Symphonie-poème) “Đất nước anh hùng” và một số bản hòa tấu khác. Rất nhiều ca khúc và hợp xướng của ông đã được giới thiệu và phổ biến trong quần chúng, trên làn sóng của Đài tiếng nói Việt Nam và Truyền hình Việt Nam, trên sân khấu và trong báo chí, xuất bản.
Âm nhạc của La Thăng trong sáng, lạc quan và giàu chất trữ tình. Nhiều ca khúc và hợp xướng của La Thăng thường mang tính hoành tráng, trang nghiêm, ngợi ca Tổ quốc, ca ngợi Đảng và Bác Hồ như trong các bản Hợp xướng: “Tự hào Tổ quốc ta”, “Ánh sao sáng mãi bầu trời”, “Hát về Pác Bó”, ca ngợi chiến thắng như Hợp xướng “Hàm Luông dòng sông chiến thắng”. Các ca khúc của ông phản ánh đời sống lao động sản xuất của anh chị em công nhân trong nhà máy, xí nghiệp, trên các công trường, hầm mỏ, ruộng đồng, phổ biến như các bài: “Tiếng hát trên đồng xanh”, “Ca mùa năm tấn”, “Những ký hiệu màu xanh”, “Thép ta vẫn ra lò”, “Dòng thép quê hương”. Và nhiều bài ca động viên cổ vũ thanh niên đi bộ đội lên đường chiến đấu như: “Lên đường đánh Mỹ”, “Anh đi ghi tiếp chiến công”, “Bài hát chiến sĩ xe tăng” v.v…
Ông cũng dành nhiều thời gian viết ca khúc cho lứa tuổi thiếu nhi. Từ bài “Bé đeo ba lô” viết năm 1947 đến các bài: Tuổi nhỏ làm việc nhỏ, Tổ quốc em có nhiều tên đẹp, Tình thân ái, Uống cả ông trăng, Chúng em noi gương các anh bộ đội và còn nhiều bài hát nữa đã được các em yêu mến, đón nhận và ca hát. Nhiều bài ca trong đó đã được sống trong quần chúng và trở thành những bài ca đi cùng năm tháng. 
Năm 1969, ông công tác ở Nhà xuất bản Âm nhạc, sau đó là Giám đốc Nhà xuất bản Văn hóa. Từ năm 1987, là Cục trưởng Cục Xuất bản. 
Một số tác phẩm tiêu biểu của ông đã được xuất bản trong Tuyển chọn ca khúc La Thăng.
Ông được tặng: Huân chương Kháng chiến chống Mỹ cứu nước hạng Nhất và nhiều giải thưởng âm nhạc khác. 
Năm 2012, ông được trao tặng Giải thưởng Nhà nước về Văn học Nghệ thuật với các ca khúc: Ca mừng đời ta tươi đẹp, Cô gái hái chè, Kể chuyện khu du kích làng Nguyễn đánh giặc; bản hợp xướng Hàm Luông dòng sông chiến thắng và khí nhạc Niềm vui giải phóng quê hương.
La Thăng có một người cháu ngoại là Michael Quang Minh Lưu, phóng viên của kênh truyền hình VTV4, ông nội của Michael là đạo diễn, NSƯT Lưu Xuân Thư.

## Tác phẩm chính

### Ca khúc, hợp xướng:
- Bé đeo ba-lô
- Hát mừng đời ta tươi đẹp
- Cô gái hái chè
- Hàm Luông dòng sông chiến thắng
- Kể chuyện khu du kích làng Nguyễn đánh giặc
- Bài ca Núi Thúy
- Tiếng hát trong hầm lò
- Lên đường đánh Mỹ
- Phi nước đại
- Hát về Pắc Bó
- Tuổi nhỏ làm việc nhỏ
- Tổ quốc em có nhiều tên đẹp
- Tình thân ái
- Uống cả ông trăng
- Chúng em noi gương các anh bộ đội
- Tự hào Tổ quốc ta
- Ánh sao sáng mãi bầu trời
- Tiếng hát trên đồng xanh
- Ca mùa năm tấn
- Những ký hiệu màu xanh
- Thép ta vẫn ra lò
- Dòng thép quê hương
- Anh đi ghi tiếp chiến công
- Bài hát chiến sĩ xe tăng …

### Khí nhạc
- Niềm vui giải phóng quê hương
- Quê hương (viết cho viôlông và pianô)
- Vũ khúc nông thôn (viết cho Violon + Violoncelle và pianô)
- Niềm hi vọng (độc tấu pianô)
- Sonate Được mùa (viết cho Flute và pianô)
- Giao hưởng thơ Đất nước anh hùng

### Tuyển tập
- Tự hào Tổ quốc ta (Nxb. Văn hóa, 1975)
- Tuyển chọn ca khúc La Thăng kèm băng cassette (DIHAVINA và Hội Nhạc sĩ Việt Nam).

## Khen thưởng
- Huân chương Kháng chiến hạng Nhất

## Vinh danh
- Giải thưởng Nhà nước về Văn học Nghệ thuật năm 2012